# 菅沼定長
菅沼 定長（すがぬま さだなが、弘化4年（1847年） - 明治9年（1876年）3月7日）は、江戸時代後期の江戸幕府旗本（交代寄合衆）、明治時代の日本の官僚、実業家。

## 経歴
老中を務めた越前国鯖江藩主間部詮勝の六男。交代寄合の菅沼定信の養子となる。
文久2年（1862年）、先代定信が没し、家督を継ぎ第11代新城領主となる。幕末期において、大番頭、大坂城在番、海軍奉行並などを歴任する。慶応元年（1865年）に従五位下佐近衛将監に叙任。
王政復古後には朝廷に早期帰順して本領を安堵されて朝臣となり中大夫席に列する。中大夫席触頭も務めた。
明治2年（1869年）に中大夫以下の称が廃されると東京府士族に編入されたが、定長は華族になることを欲し、明治3年（1870年）1月に新田地も加えれば1万石以上になるとする藩列請願書を出したが、不許可となり、華族にはなれなかった。
明治2年以来官僚として政府に勤務していたが、明治6年（1872年）に退官し、東京銀座にて貿易商となった。明治9年（1876年）に没す。墓所は新城市の宗堅寺。戒名は慈徳院殿洞雲定長大居士。